# Jungle by Night
Jungle by Night is een Nederlandse band uit Amsterdam. De muziek is doorgaans instrumentaal en bestaat uit een mix van verschillende stijlen geïnspireerd door onder andere funk, jazz, dub en rock.

## Loopbaan

### 2009-2010; beginperiode
Jungle by Night ontstond in 2009 nadat drummer Sonny Groeneveld een concert zag van de Amerikaanse afrobeatformatie Budos Band (met leden van Sharon Jones & The Dap-Kings); via een jamsessie zijn de bandleden bijeen gekomen. Jungle by Night debuteerde in 2010 en speelde onder andere op buurtfestivals, maar stond ook in het voorprogramma van Mayer Hawthorne en The Roots ft. John Legend, de Ethiopische jazzmuzikant Mulatu Astatke en het Orchestre Poly Rythmo de Cotonou uit Benin. In december 2010 speelde Jungle by Night in Parijs waar de band door de voormalige begeleidingsmuzikanten van Fela Kuti, grondlegger van de afrobeat, werd onthaald als "de toekomst van de afrobeat".

### 2011; debuut-EP en eerste editie van Felabration
In 2011 werd een titelloze EP opgenomen met als bonustrack een nieuwe versie van de debuutsingle E.T.. De titelloze EP verscheen op het Kindred Spirits-label en werd in april gepresenteerd in de Melkweg. Na een uitgebreide festivaltournee organiseerde de band in oktober een zogenaamde "Felabration", een eerbetoon aan Fela Kuti in een uitverkocht Paradiso in Amsterdam had Jungle by Night ook Seun Kuti uitgenodigd. Deze zoon van Fela Kuti was goed te spreken over de band.

### 2012-2013;HiddenenBrass Sabbath
In 2012 bracht Jungle by Night het album Hidden uit; de zomertournee bracht de band onder andere naar de internationale festivals Istanbul Jazz en Sziget. In oktober vond de tweede editie van Felabration plaats.
Op 20 april 2013 verscheen de vinyl-single Brass Sabbath die met de Amerikaanse dj/producer Gaslamp Killer is opgenomen. De single bestaat uit covers; Black Sabbath's Electric Funeral en een medley die het van oorsprong Turkse popnummer High Times (Zemani Geldi) aan The Specials' Ghost Town koppelt.

### 2014-2015;The HuntenEl Miraglo
In januari 2014 speelde Jungle by Night nieuwe nummers op Noorderslag Weekend als voorproefje van het album The Hunt dat in april werd uitgebracht. Tijdens de zomertournee trad de band voor het eerst in Japan op en werd het Vondelpark aangedaan.
In 2015 bracht Jungle by Night op Noorderslag een eerbetoon aan de Nederpop; de band werd bijgestaan door Osdorp Posse, Armand, zangeres/rapster Pink Oculus en Jan Akkerman die zijn zingende dochter meebracht. In juni verscheen de laatste single op Kindred Spirits; het cumbia-achtige El Miraglo dat tevens de titelsong was van de BNNVARA-serie 4JIM. De zomertournee bracht Jungle by Night voor het eerst naar de Verenigde Staten en Canada.

### 2016-2017;The Travelleren zijprojecten
In mei 2016 verscheen het album The Traveller met de singles Cruise Control en Kingfisher. Jungle by Night deed festivaloptredens op o.a. Pinkpop en Glastonbury. In oktober organiseerde de band de vijfde en laatste Felabration. Daarna werd 2017 een jaar met minder optredens en meer tijd voor andere projecten. 
- Sonny Groeneveld, Pyke Pasman en Peter Peskens brachten een album uit als ritmesectie van The Mysterons, de psychedelische band rond zangeres Josephine 'Odhil' van Schaik (later Josephine Odhil). Nadat The Mysterons ter ziele ging zou Peskens in 2019 met Jett Rebel optreden als vervanger van bassist Xander Vrienten.
- Gino Groeneveld begon aan een vier jaar durende periode waarin hij Caro Emerald begeleidde (aanvankelijk ter promotie van haar Emerald Island-ep) en deel uitmaakte van Altın Gün, een band die geïnspireerd is door de Turkse popmuziek uit de jaren 70. Na zijn vertrek aldaar werd Groeneveld vervangen door ex-Gallowstreet-percussionist Chris Bruining die eerder inviel bij Jungle by Night. In 2023 bracht Groeneveld een single uit met de band Nusantara Beat bestaande uit muzikanten van Indonesische komaf.
- Ko Zandvliet maakte tot 2019 eveneens deel uit van Gallowstreet (met broer Dirk op saxofoon) en had reeds een acteercarrière opgebouwd in films en tv-series.

### 2018-2019;Livingstone
In februari 2018 kondigde Jungle by Night een nieuw album aan. Livingstone verscheen in oktober, een maand nadat de single Hangmat uitkwam. Op 24 november gaf de band een uitverkocht concert in Carré. 
In 2019 vierde de band het tienjarig jubileum en speelde onder meer op North Sea Jazz en Lowlands.

### 2020Live Recordings Pt. 1enUnlimited Love
Tijdens de coronacrisis in 2020 verscheen het album Live Recordings Pt. 1 en gaf de band een livestreamconcert in Paradiso voor 30 bezoekers. Daarna volgde een optreden op het Zomerfestival van de VPRO voor een publiek bestaande uit de overige bands. Op 11 september verscheen de single Unlimited Love.

### 2021-2022;Algorhythm; album vijf
In 2021 gaf Jungle by Night een aantal proefconcerten met publiek ter voorbereiding op een najaarstournee. De band tekende een contract bij V2 Records en kwam in augustus met de single Cookies als voorbode van een nieuw album. Op 22 oktober bracht de band hun volledige album Algorhythm uit. Het album gaat over het alwetende algoritme dat bepaalt wat men ziet, waar men naar luistert, wie men ontmoet. Zoals de band zelf beschrijft: "Het wereldwijde web lijkt deze vrije wereld te zijn waarin iedereen toegang heeft tot alles en iedereen. Maar in werkelijkheid stuurt het ons in een bepaalde richting. Een richting die vaak natuurlijk aanvoelt, geruststellend, veilig zelfs. Het bevestigt onze gedachten maar drijft ons niet op andere manieren te denken of op zoek te gaan naar nieuwe perspectieven. Terwijl we opgeslokt worden in onze bubbels, drijven we langzaam uit elkaar".  Ter promotie van het album, heeft de band zelf een website gemaakt waarin fans zelf een copy van het album artwork kunnen maken, die gegenereerd is door een echt algoritme.

### 2023;In de Steek
In december 2022 maakte Jungle by Night bekend verder te gaan als zevenmansformatie zonder Pieter van Exter en Gino Groeneveld. In januari 2023 verscheen In de Steek; de eerste single waarop Ko Zandvliet als zanger te horen is. In 2024 werd de Gouden Notekraker voor de bijzonderste en invloedrijkste liveprestaties van het afgelopen seizoen aan de band toegekend.

## Discografie

### Albums
| Album met eventuele hitnotering(en) in de Nederlandse Album Top 100 | Datum van verschijnen | Datum van binnenkomst | Hoogste positie | Aantal weken | Opmerkingen |
| ------------------------------------------------------------------- | --------------------- | --------------------- | --------------- | ------------ | ----------- |
| Jungle by Night                                                     | 15-04-2011            | 23-04-2011            | 62              | 3            |             |
| Hidden                                                              | 18-04-2012            | 21-04-2012            | 73              | 3            |             |
| The Hunt                                                            | 19-04-2014            | 26-04-2014            | 54              | 3            |             |
| The Traveller                                                       | 20-05-2016            | 28-05-2016            | 24              | 5            |             |
| Livingstone                                                         | 12-11-2018            | 17-11-2018            | 15              | 1            |             |

### Singles
| Single met eventuele hitnotering(en) in de Nederlandse Top 40 | Datum van verschijnen | Datum van binnenkomst | Hoogste positie | Aantal weken | Opmerkingen |
| ------------------------------------------------------------- | --------------------- | --------------------- | --------------- | ------------ | ----------- |
| E.T. / Get busy                                               | 29-10-2010            | -                     |                 |              |             |
| Ethiopino                                                     | 2012                  | -                     |                 |              |             |
| Brass Sabbath                                                 | 2013                  | -                     |                 |              |             |